# Peter Gerhardt (Politiker)

Peter Gerhardt (2025)

Peter Gerhardt (* 1992) ist ein deutscher Politiker (AfD) und seit 2024 Mitglied des 8. Thüringer Landtages. Er wurde über ein Direktmandat im Wahlkreis Weimar I / Weimarer Land II gewählt. Er ist Europapolitischer Sprecher der Fraktion.

## Leben
Peter Gerhardt wurde 1992 geboren und lebt in Apolda. Nach dem Studium des Wirtschaftsingenieurwesens arbeitete er für einen Energieversorger im Technischen Vertrieb.

## Politik
Bei der Landtagswahl in Thüringen 2024 trat er im Wahlkreis 31 (Weimar I / Weimarer Land II) als Direktkandidat an und gewann das Mandat mit 38,1 % der Erststimmen.
Im Thüringer Landtag ist Gerhardt ordentliches Mitglied im Ausschuss für Europa, Medien, Ehrenamt und Sport sowie im Ausschuss für Bildung, Wissenschaft und Kultur. Zudem ist er Sprecher des AfD Kreisverbands Weimar - Weimarer Land.

### Positionen
Während des Landtagswahlkampfes warb Gerhardt für weniger staatliche Eingriffe in die Wirtschaft und plädiert für die Förderung junger, innovativer Unternehmen, etwa durch eine Gründerprämie. In der Bildungspolitik sprach er sich für die Chancengleichheit zwischen akademischer und beruflicher Ausbildung aus und forderte die Kostenfreiheit für die Meisterausbildung. In der Migrationspolitik forderte Gerhardt eine deutliche Verschärfung und warb für eine Abschiebeinitiative von „illegal eingereisten und straffällig gewordenen Migranten.“